# Премія НАН України імені Д. К. Заболотного
Премія імені Заболотного Данила Кириловича — премія НАН України за видатні заслуги в галузі біології. Створена у 1967 році.
Із 1993 року премію присуджують за видатні наукові роботи в галузі мікробіології, вірусології, епідеміології (Відділення біохімії, фізіології і молекулярної біології НАН України).

## З історії премії
Першим лауреатом премії став посмертно академік В. Г. Дроботько.
До 1993 року, коли було створено Премію НАН України імені І. І. Шмальгаузена, Премія імені Д. К. Заболотного вручалася також за видатні праці у галузі зоології.
Загалом зоологам вручено 9 премій імені Д. К. Заболотного (14 осіб): у 1975, 1977, 1978, 1981, 1983, 1985, 1987, 1989 та 1991 роках.

## Лауреати премії 1967—1991 років
| Рік  | Премійовані роботи                                                                                             | Лауреати                      | Коротко про лауреата                                                                 |
| ---- | --- | ----------------------------- | ------------------------------------------------------------------------------------ |
| 1968 | цикл робіт «Фітонциди — антибіотичні речовини з вищих рослин»                                                  | Дроботько Віктор Григорович   | академік НАН України, директор Інституту мікробіології ім. Д. К. Заболотного АН УРСР |
| 1969 | монографія «Мікроелементи і ґрунтові мікроорганізми»                                                           | Бершова Ольга Іполитівна      |                                                                                      |
| 1970 | монографія «Токсиноутворюючі мікроскопічні гриби і спричинювані ними захворювання людини і тварин»             | Підоплічко Микола Макарович   |                                                                                      |
| 1970 | монографія «Токсиноутворюючі мікроскопічні гриби і спричинювані ними захворювання людини і тварин»             | Білай Віра Йосипівна          |                                                                                      |
| 1971 | цикл праць у галузі загальної епідеміології, опублікований у 1965—1970 роках                                   | Громашевський Лев Васильович  |                                                                                      |
| 1972 | монографія «Мікроорганізми — біологічні індикатори»                                                            | Рубенчик Лев Йосипович        |                                                                                      |
| 1974 | монографія «Ґрунтові актиноміцети і вищі рослини»                                                              | Андріюк Катерина Іванівна     |                                                                                      |
| 1975 | монографії серії «Фауна України», т. 10 і 27                                                                   | Єрмоленко Валерій Михайлович  | Інститут зоології імені І. І. Шмальгаузена НАН України                               |
| 1975 | монографії серії «Фауна України», т. 10 і 27                                                                   | Монченко Владислав Іванович   | Інститут зоології імені І. І. Шмальгаузена НАН України                               |
| 1976 | монографія «Бактеріальні хвороби зернобобових культур»                                                         | Бельтюкова Клавдія Гнатівна   |                                                                                      |
| 1976 | монографія «Бактеріальні хвороби зернобобових культур»                                                         | Мурас Валентина Олександрівна |                                                                                      |
| 1976 | монографія «Бактеріальні хвороби зернобобових культур»                                                         | Корольова Ірина Борисівна     |                                                                                      |
| 1977 | цикл робіт «Напівтвердокрилі інфраряду пентаморфа України»                                                     | Пучков Василь Георгійович     | Інститут зоології імені І. І. Шмальгаузена НАН України                               |
| 1978 | цикл робіт «Систематика, екологія і паразитофауна плазунів Палеарктики»                                        | Щербак Микола Миколайович     | Інститут зоології імені І. І. Шмальгаузена НАН України                               |
| 1978 | цикл робіт «Систематика, екологія і паразитофауна плазунів Палеарктики»                                        | Шарпило Віктор Петрович       | Інститут зоології імені І. І. Шмальгаузена НАН України                               |
| 1979 | робота «Молочно-кислые бактерии и пути их использования»                                                       | Квасников Є. І.               |                                                                                      |
| 1979 | робота «Молочно-кислые бактерии и пути их использования»                                                       | Нестеренко О. О.              |                                                                                      |
| 1980 | цикл праць, присвячених боротьбі з холерою                                                                     | Павлов О. В.                  |                                                                                      |
| 1981 | цикл робіт «Перетинчастокрилі фауни Європейської частини СРСР і суміжних територій»                            | Зерова Марина Дмитрівна       | Інститут зоології імені І. І. Шмальгаузена НАН України                               |
| 1981 | цикл робіт «Перетинчастокрилі фауни Європейської частини СРСР і суміжних територій»                            | Осичнюк Ганна Захарівна       | Інститут зоології імені І. І. Шмальгаузена НАН України                               |
| 1982 | цикл робіт «Вивчення властивостей метанокислюючих мікроорганізмів і проблем їх культивування»                  | Малашенко Ю. Г.               |                                                                                      |
| 1982 | цикл робіт «Вивчення властивостей метанокислюючих мікроорганізмів і проблем їх культивування»                  | Романовська В. О.             |                                                                                      |
| 1982 | цикл робіт «Вивчення властивостей метанокислюючих мікроорганізмів і проблем їх культивування»                  | Троценко Ю. О.                |                                                                                      |
| 1983 | цикл робіт «Функціональний аналіз розвитку скелета, кровотворної та судинної системи кінцівок тварин і людини» | Мажуга Петро Маркович         | Інститут зоології імені І. І. Шмальгаузена НАН України                               |
| 1984 | монографія «Спорообразующие аэробные бактерии — продуценты биологически активных веществ»                      | Смірнов Валерій Веніамінович  |                                                                                      |
| 1984 | монографія «Спорообразующие аэробные бактерии — продуценты биологически активных веществ»                      | Рєзнік С. Р.                  |                                                                                      |
| 1984 | монографія «Спорообразующие аэробные бактерии — продуценты биологически активных веществ»                      | Василевська І. О.             |                                                                                      |
| 1985 | цикл робіт «Фауна, екологія, таксономія та філогенія твердокрилих комах елатероїдного комплексу»               | Долін Володимир Гдаліч        | Інститут зоології імені І. І. Шмальгаузена НАН України                               |
| 1986 | цикл робіт «Антигенна подібність мікроорганізмів і злоякісних новоутворень»                                    | Затула Дмитро Григорович      |                                                                                      |
| 1987 | цикл робіт «Паразитичні перетинчастокрилі — ентомофаги»                                                        | Козлов Михайло Олексійович    | Зоологічний інститут РАН                                                             |
| 1987 | цикл робіт «Паразитичні перетинчастокрилі — ентомофаги»                                                        | Кононова Світлана Василівна   | Інститут зоології імені І. І. Шмальгаузена НАН України                               |
| 1987 | цикл робіт «Паразитичні перетинчастокрилі — ентомофаги»                                                        | Толканіц Валентина Гнатівна   | Інститут зоології імені І. І. Шмальгаузена НАН України                               |
| 1988 | цикл робіт «Полісахариди бактерій та методи їх вивчення»                                                       | Захарова І. Я.                |                                                                                      |
| 1988 | цикл робіт «Полісахариди бактерій та методи їх вивчення»                                                       | Косенко Л. В.                 |                                                                                      |
| 1988 | цикл робіт «Полісахариди бактерій та методи їх вивчення»                                                       | Варбанець Л. Д.               |                                                                                      |
| 1989 | монографія «Екоморфологія»                                                                                     | Алєєв Юрій Глібович           | Інститут біології південних морів імені О. О. Ковалевського НАН України              |
| 1990 | монографія «Генетичні карти мікроорганізмів»                                                                   | Захаров І. А.                 |                                                                                      |
| 1990 | монографія «Генетичні карти мікроорганізмів»                                                                   | Мацелюх Богдан Павлович       |                                                                                      |
| 1991 | монографія серії «Фауна України»                                                                               | Пучков Павло Васильович       | Інститут зоології імені І. І. Шмальгаузена НАН України                               |

## Лауреати премії 1993—2012 років
З 1993 року Премія обмежена галуззями мікробіології, вірусології та епідеміології (без зоології, морфології чи екології)
| Рік  | Премійовані роботи | Лауреати                        | Коротко про лауреата |
| ---- | --- | ------------------------------- | --- |
| 1993 | цикл робіт «Кінетика та стехіометрія росту популяцій мікроорганізмів»                                                   | Іванов Володимир Миколайович    | Доктор біологічних наук, завідувач відділу технології біосинтезуІнституту мікробіології і вірусології ім. Д. К. Заболотного НАН України |
| 1993 | цикл робіт «Кінетика та стехіометрія росту популяцій мікроорганізмів»                                                   | Стабнікова Олена Всеволодівна   | Доцент Національного університету харчових технологій                                                                                   |
| 1995 | | Підгорський Валентин Степанович | |
| 1997 | | Бойко Анатолій Леонідович       | |
| 2000 | цикл робіт «Роль системи інтерферону в імунопатогенезі бактеріальних та вірусних інфекцій»                              | Співак Микола Якович            | доктор біологічних наук, завідувач відділу Інституту мікробіології і вірусології ім. Д. К. Заболотного НАН України                      |
| 2000 | цикл робіт «Роль системи інтерферону в імунопатогенезі бактеріальних та вірусних інфекцій»                              | Руденко Адель Вікторівна        | доктор біологічних наук, завідувач лабораторії Інституту урології та нефрології АМН України                                             |
| 2000 | цикл робіт «Роль системи інтерферону в імунопатогенезі бактеріальних та вірусних інфекцій»                              | Лазаренко Людмила Миколаївна    | кандидат біологічних наук, науковий співробітник Інституту мікробіології і вірусології ім. Д. К. Заболотного НАН України                |
| 2003 | | Іутинська Галина Олександрівна  | |
| 2006 | за цикл праць «Наукові основи створення мікробних препаратів нового покоління для рослинництва»                         | Патика Володимир Пилипович      | |
| 2006 | за цикл праць «Наукові основи створення мікробних препаратів нового покоління для рослинництва»                         | Коць Сергій Ярославович         | |
| 2009 | монографія «Макроциклічні трихотеценові мікотоксини»                                                                    | Зайченко Олександр Максимович   | доктор біологічних наук, провідний науковий співробітник Інституту мікробіології і вірусології ім. Д. К. Заболотного НАН України        |
| 2009 | монографія «Макроциклічні трихотеценові мікотоксини»                                                                    | Андрієнко Олена Володимирівна   | кандидат біологічних наук, вчений секретар Інституту мікробіології і вірусології ім. Д. К. Заболотного НАН України                      |
| 2009 | монографія «Макроциклічні трихотеценові мікотоксини»                                                                    | Циганенко Катерина Степанівна   | кандидат біологічних наук, науковий співробітник Інституту мікробіології і вірусології ім. Д. К. Заболотного НАН України                |
| 2012 | за цикл робіт «Фітопатогенні бактерії — збудники особливо небезпечних хвороб рослин та їх автономні генетичні елементи» | Товкач Федір Іванович           | Доктор біологічних наук, заступник директора з наукової роботи, завідувач відділу молекулярної генетики бактеріофагів                   |
| 2012 | за цикл робіт «Фітопатогенні бактерії — збудники особливо небезпечних хвороб рослин та їх автономні генетичні елементи» | Пасічник Лідія Анатоліївна      | Доктор біологічних наук, старший науковий співробітник відділу фітопатогенних бактерій                                                  |
| 2012 | за цикл робіт «Фітопатогенні бактерії — збудники особливо небезпечних хвороб рослин та їх автономні генетичні елементи» | Іваниця Володимир Олексійович   | Доктор біологічних наук, проректор Одеського національного університету ім. І. І. Мечникова, зав. кафедри мікробіології і вірусології   |